# Центар за самостални живот особа са инвалидитетом Србије
Центар за самостални живот особа са инвалидитетом Србије је основан 1996.године и свој рад је базирао на начелу познатом као cross-disability што значи да окупља особе са различитим врстама првенствено телесног инвалидитета, које повезују заједничке потребе и интереси.
Први локлни центар за самостални живот особа са инвалидитетом формиран је у Нишу, а затим у Лесковцу, Јагодини и у Смедереву. Касније се иницирало на оснивању центара у Сомбору, Крагујевцу, Бору и Чачку.
У Београду је центар осонован 2010. године.
Данас Центар делује из седишта у Београду и десет подружница у другим градовима Србије, радећи на промофисању филозофије самосталног живота особа са инвалидитетом и стварању услова за њену примену у Србији.

## Мисија Центра
- Заступнички рад за остваривање грађанских и људских права особа са инвалидитетом
- Промовисање социјалног приступа инвалидности у свим областима друштвеног живота
- Афирмисање способности особа са инвалидитетом, развој њихових потенцијала и личности
- Тестирање и промовисање нових услуга за подршку особама са инвалидитетом - Сервис персоналне асистенције
- Подизање свести о потреби стварања приступачне животне средине, укључујући становање и транспорст
- Деловање на смањењу двоструке дискриминације и промовисање права жена са инвалидитетом

Лого Центра за самостални живот особа са инвалидитетом Србије је слика бродића ( једрилице) на отвореном мору са сунцем у даљини, јер он изражава наше схватање самосталног живота, као пловидбе отвореним морем, која даје слободу, неизвесност и ширину, али истовремено са собом носи непредвидљиве буре и ризике које свесно прихватамо.

## Историја Центра
Гордана Рајков (Београд, 29. децембар 1944.године - 14. јун 2022.године) је у Србију донела филозофију самосталног живота 1996.године, након боравка и рада на филозофији самосталног живота особа са инвалидитетом у Даблину и иницирала оснивање Центра за самостални живот особа са инвалидитетом Србије.
Осим Гордане оснивачи Центра су : Мимица Живадиновић, Анђелка и Стојан Настић, Лепојка Чаревић Митановски и Слободан Митановски, Дамјан Татић, Боривоје Љубинковић, Александра Хараван, Радомир Стојановић и Бранко Рајић.
Након тога је осмислила прве програме обуке за подизање свести о дискриминацији и правима особа са инвалидитетом, као и програме обуке и подршке за њихов самостални живот у Србији.
Гордана је сама осмишљавала програм за едукацију и корисника и персоналних асистената, које ће теме бити обрађиване, укључујући филозофију самосталног живота, социјални приступ инвалидности и принципе рада сервиса персоналних асистената.

#### Рад Центра од самих почетака
- Прве објављене публикације које је Центар радио биле су брошуре, као што су " Уклањање препрека ради пуног учешћа"; " Социјални модел инвалидности" и друге.
- од 2001.године до 2006.године организовано је пет коференција о приступачности
- 2001.године добијена је шанса да се организује први ексепериментални сервис персоналних асистената за 10 корисника, који је трајао три месеца. Сврха је била да људи добију представу о томе шта значи персонална асистенција, а уједно смо урадили мало истраживање као студију случаја и објавили је под називом " Персонална асистенција као алтернативни вид подршке инвалидима". Ова студија случаја је показала да промене у квалитету живота не могу да се направе за тако кратко време и да је потребно много више времена да бисмо могли уочити промене.
- 2001.године је организована прва обука за тренере који би радили на подизању свести о филозофији самосталног живота и подизања свести о особама са инвалидитетом, међу првим полазницима су били Светислав Марјановић - звани Цеци, Димитрије Грегоријевић, Војислав Младеновић.
- У току трајања пројекта СПАС - у практичном делу пројекта учесници су одлучили да израде публикацију о приступачним јавним објектима у Београду под називом " Беле тачке". Њена промоција била је на Архитектонском факултету у Београду, оквиру кампање за приступачну животну средину.
- почетком 2003.године Центар је започео Пројекат SHARE - SEE. Циљ је био оснаживање организација особа са инвалидитетом и унапређење регионалног покрета особа са инвалидитетом у Југоисточној Европи. Састојао се из више сегмената међу којима су били развијање материјала за обуку  о људским правима, размена информација о политици против дискриминације, која решења постоје у домаћем законодавству и актуелним сродним иницијативама заговарања у региону.
- Прва Конференција "Корак ка Европи" одржана је у оквиру пројекта " Заступнички рад и лидерство", које је Центар спроводио заједно са партнерском организацијом ИЦ "Лотос" из Тузле и организацијом ЦРС-а у Босни и Херцеговини. Овај регионални пројекат почео је у септембру 2003.године и трајао је до априла 2005.године
- Средином 2005. године EDF је спроводио пројекат CARDS, чији је један од циљева била је промоција ближих односа и регионалне сарадње међу земљама ЕУ и земљама кандидатима у централној Европи, а који је обухватао Хрватску, Босну и Херцеговину, Србију, Црну Гору, Македонију и Албанију, Центар је био координатор EDF-а за пројекат CARDS у Србији. Пројекат је имао три основна циља:

1. да се формирају Националне организације особа са инвалидитетом у овим земљама
2. да се изради Извештај о положају особа са инвалидитетом у свакој од ових земаља
3. да се донесе Национална стратегија о унапређењу положаја и политици према особама са инвалидитетом у свакој од ових земаља

- Центар за самостални живот осаба са инвалидитетом Србије је 2008.године добио средства за реализацију пројекта " Од иновације до стандардизације", од Фонда за социјалну иновацију
- 2008.године  у Сарајеву је одржана је друга конференција под истим називом "Корак ка Европи ΙΙ"
- Центар је већ 2009.године и пре почетка израде Националног извештаја Србије, радио пројекат под називом "Изградња капацитета организација ОСИ за праћење спровођења УН Конвенције о правима особа са инвалидитетом", уз подршку програма EIDHR Европске комисије који је имао два основна циља - јачање капацитета организација особа са инвалидитетом за праћење примене Конвенције и други - да организује едукативне активности за организације особа са инвалидитетом о начину израде Алтернативног извештаја цивилног друштва и направи први нацрт таквог једног извештаја.
- 2012.године Центар је радио на пројекту "Заједно за политичко и економско оснаживање особа са инвалидитетом" у партнерству са НООИС-ом. Циљ је такође био покушај да се оснује Парламентарна радна група за особе са инвалидитетом која би се посебно бавила овим питањима, као и да се у сарадњи са Групом ради на доношењу нових или измени и допуни постојећих законских прописа. Други део пројекта односио се на рад на локалном нивоу да би се ојачали капацитети малих организација и помогло њихово успостављање сарадње са локалним властима.
- USAID је 2015.године одобрио пројекат који се бавио темом изборни процес и боља приступачност у изборном процесу за особе са инвалидитетом

## Пројекат СПАС
Пројекат је почео 2002.године са припремним активностима (развијањем процедура, обуке корисника и асистената, и одабир асистената), а сам сервис је почео у августу 2003.године. У току трогодишњег пројектног циклуса седамдесет особа са инвалидитетом почело је да користи персоналну асистенцију у пет градова Србије.
Сви корисници/-е сервиса прошли су посебно осмишљен и прилагођен програм обуке који је имао за циљ да оснажи кориснике и да им да вештине, знања за управљање сервисом. Обуке за кориснике СПАС-а обухватала је седам тема међу којима су били приступи инвалидности, филозофија самосталног живота, процена својих потреба, вођење интервјуа и комуникација и тако даље, а обуке су користиле методе симулације различитих ситуација, студије случаја и слично. Перлонални асистенти су имали обуку која је, између осталог, имала теме о приступу инвалидности, филозофији самосталног живота, принципима рада сервиса и слично.
Да бих обезбедили бар до некле сигурност корисника, сви кандидати за персоналне асистенте пролазили су психо тестове у Националној служби за запошљавање, а пре тога испуњавали посебно креиране упитнике, да би се о њима добиле основне информације. Корисници су такође испуњавали посебно дизајниране упитнике у којима су дефинисали своје потребе, са којим вештинама треба да владају асистенти. Корисници су имали обавезу да воде дневнике у којима су бележили шта се дешавало током коришћења услуге, које су активности имали, шта се променуло на боље, а шта на горе.
Занимљиво је да у почетку људи нису знали да процене потребе, као ни време колико им је помоћ потребна, да бих кроз искуство коришћења услуге, почели да разумевају своје потребе и да знају да објасне асистентима како да им на најбољи начин помогну и тако заправо сами едукују своје асистенте.
Потпуно су људи променули перспективе у свом животу. Добили нове амбиције, мотивисали се да нешто раде, да се у нечем ангажују, да наставе школовање, да оснују своје породице.
Тако је модел пружања услуге персоналне асистенције пошао од ирског искуства, али је прилагођен условима у Србији и тако постао специфичан модел за Србију.